# Notodiaptomus pseudodubius
Notodiaptomus pseudodubius is een eenoogkreeftjessoort uit de familie van de Diaptomidae. De wetenschappelijke naam van de soort is voor het eerst geldig gepubliceerd in 1988 door Defaye & Dussart.